# Nordendorf
Nordendorf è un comune tedesco di 2 271 abitanti, situato nel land della Baviera.